# Paratha

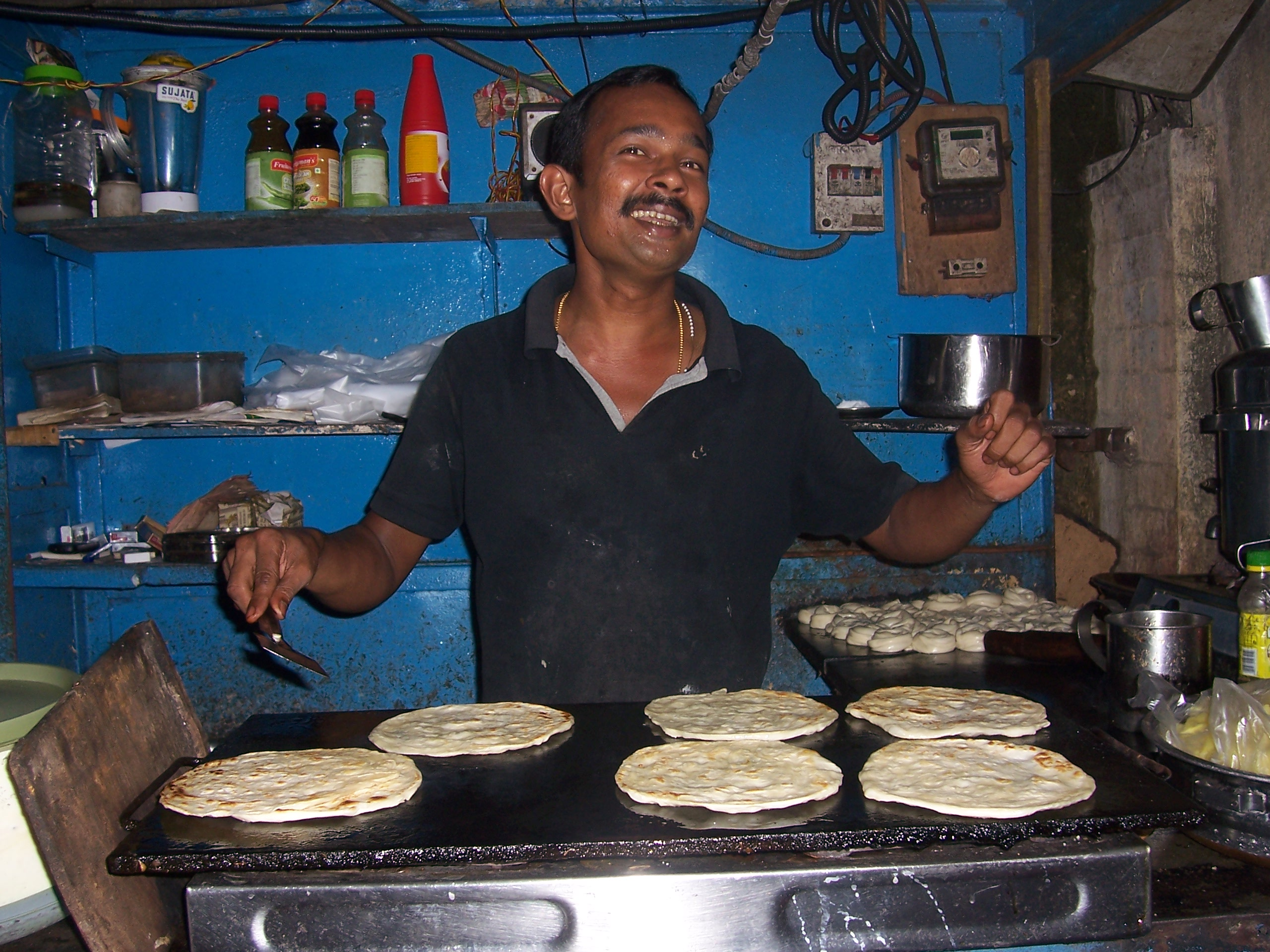
Vendeur de paratha à Kochi (Inde).

Un paratha, parantha, parauntha ou farata est un pain plat indien qui contient de la graisse végétale.
C'est un pain plat, cousin du naan. Contrairement à ce dernier, qui est cuit dans une jarre, le paratha est saisi sur une plaque grasse très chaude.
C'est l'un des pains les plus populaires des cuisines indienne, pakistanaise et afghane, entre autres. Le paratha peut être fourré de légumes ou simplement dégusté accompagné d'un chutney ou de yaourt.

## Types

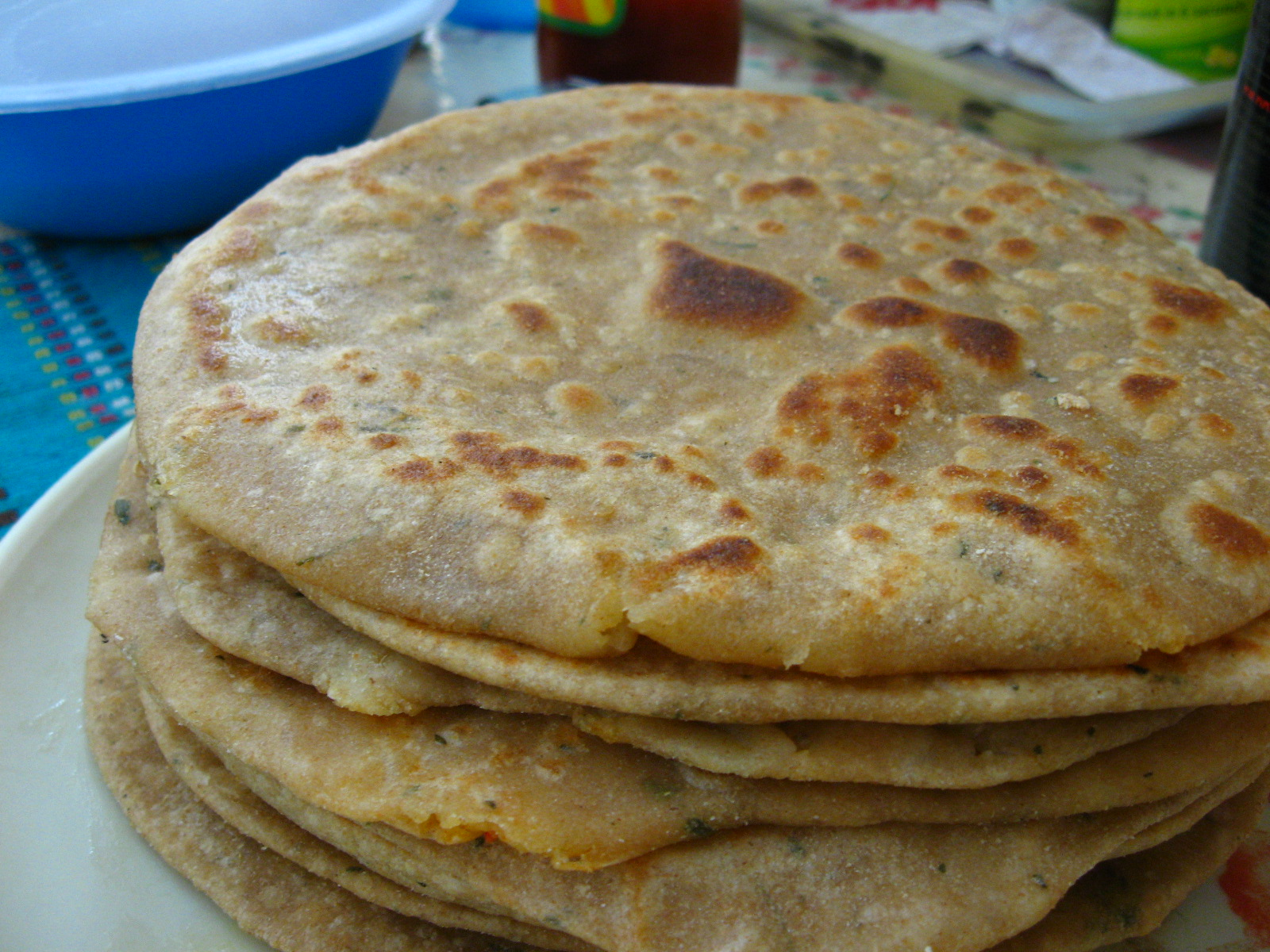
Aloo paratha du nord de l'Inde.

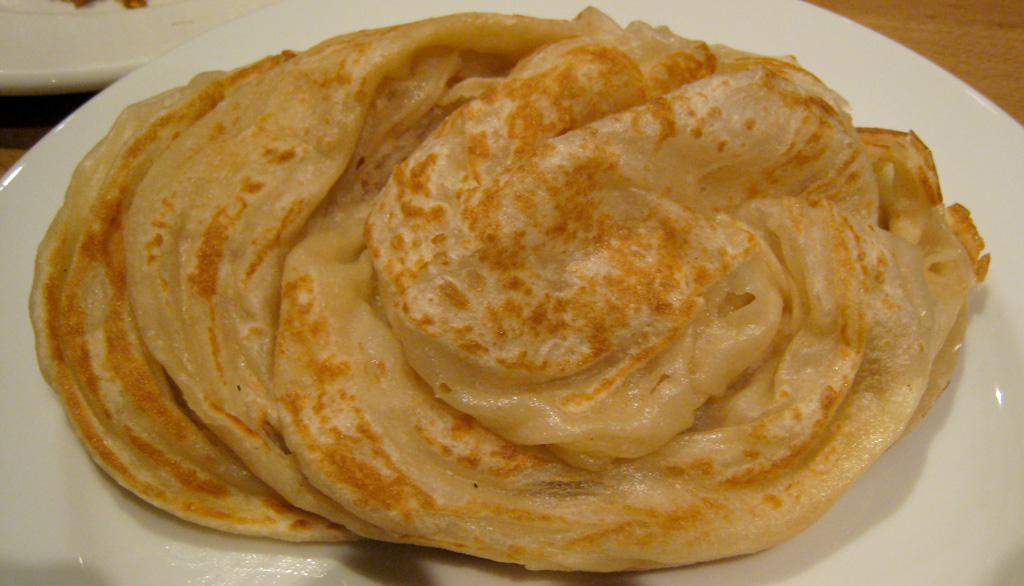
Paratha du sud de l'Inde.

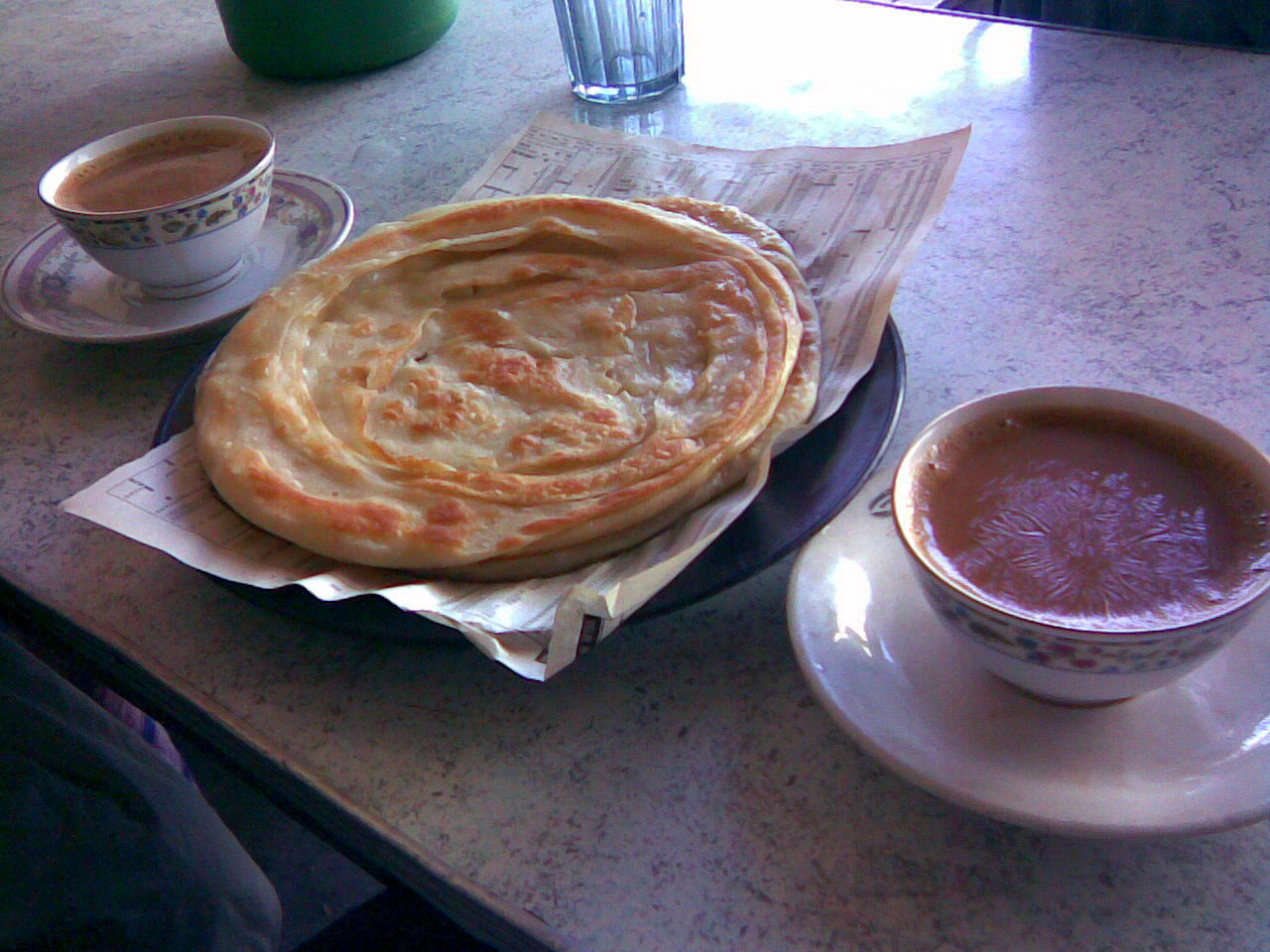
Paratha servi avec du thé.

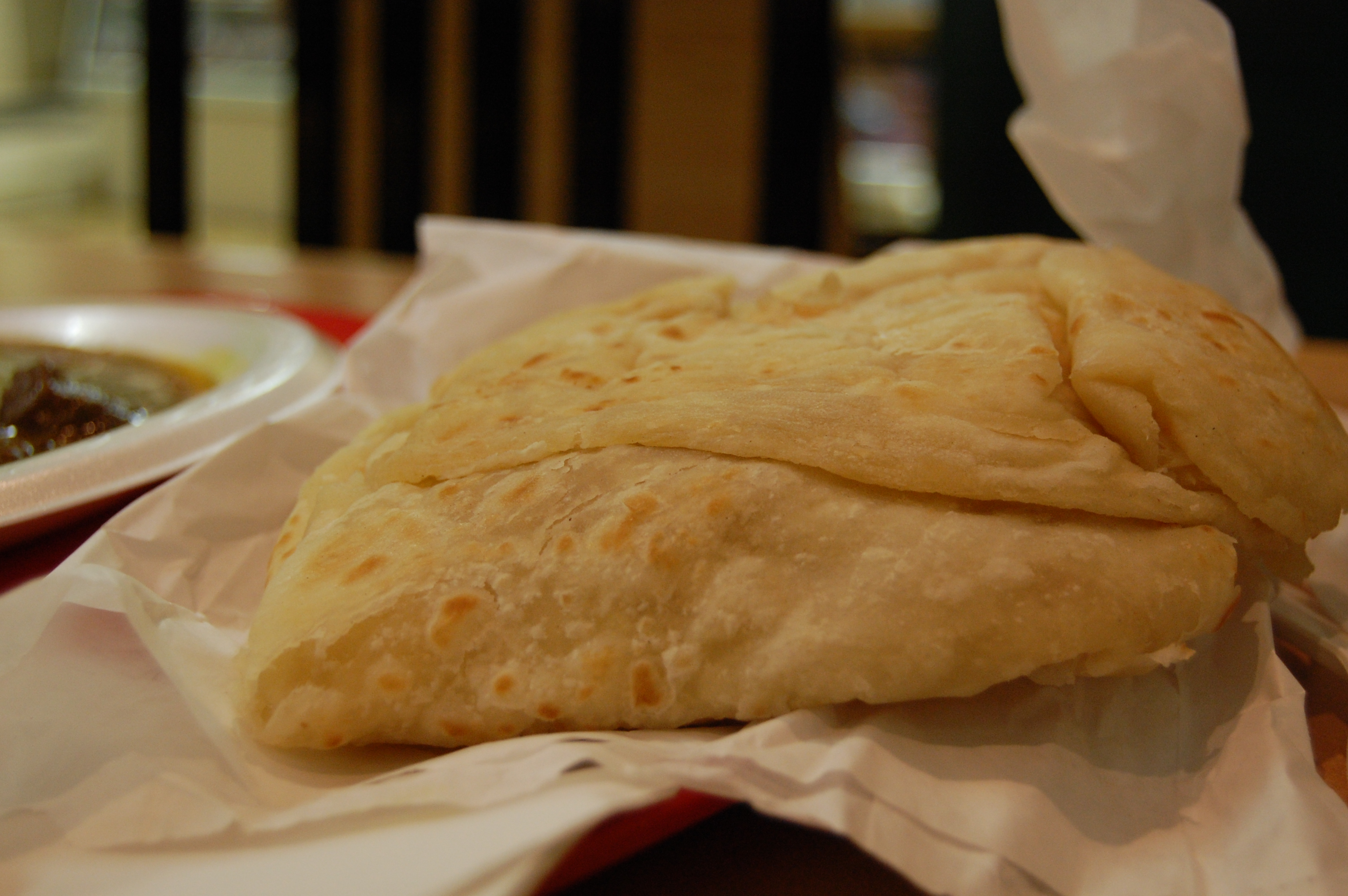
Paratha de style roti, consommé à Trinité-et-Tobago.

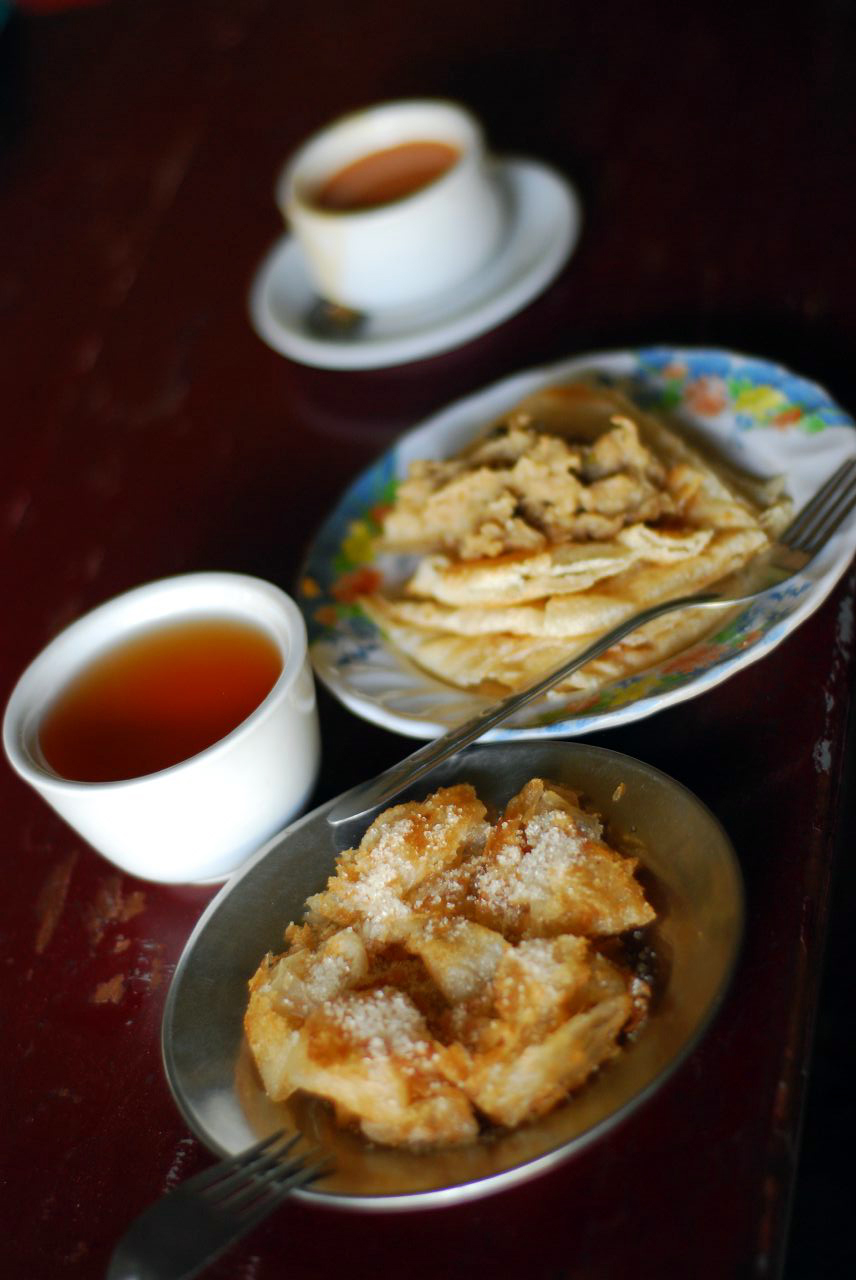
Au Myanmar, le paratha y est couramment mangé en dessert, saupoudré de sucre.

Les appellations de parathas ci-dessous sont pour certaines données en anglais, tels qu'ils peuvent être appelés localement. La liste ne se prétend pas exhaustive mais démontre la grande variété des parathas qui peuvent être consommés.
- Ajwain paratha : paratha en couche avec des graines d'ajowan
- Aloo paratha : fourré avec des pommes de terre bouillies, pimentées et de l'oignon[2]
- Aloo cheese paratha : aloo paratha, avec du fromage
- Anda paratha : fourré avec un œuf et épicé
- Bal wala paratha
- Band gobi wala paratha / patta gobhi paratha : fourré avec du chou
- Batuha paratha : agneau et chenopodium
- Boondi paratha : fourré avec du boondi salé et cuit avec du ghee
- Ceylon paratha : Sri Lanka
- Chana paratha : pois chiches
- Channa dal paratha : fourré au dal channa[3]
- Chicken paratha : au poulet
- Chili parotha / mirchi paratha : petit paratha, avec des morceaux de piment
- Dal paratha : fourré avec du dal bouilli, épicé, en purée ; essentiellement dans le nord-ouest et l'ouest de l'Inde
- Dhaniya paratha : à la coriandre
- Gajar paratha : aux carottes
- Gobhi paratha : au chou-fleur
- Jaipuri paratha
- Kerala paratha
- Lachha paratha tandoori : de forme ronde avec plusieurs couches, traditionnellement préparé dans un tandoor
- Lachha paratha tawa wali : de forme triangulaire avec plusieurs couches entremêlées de ghee ; populaire dans l'est de l'Inde
- Lasuno paratha : à l'ail
- Lauki paratha : à la calebasse
- Makka paratha : au maïs
- Mattar paratha : fourré de purée de petits pois épicée
- Meetha paratha : au sucre
- Methi paratha : aux feuilles de fenugrec
- Mooli paratha : populaire dans les régions de l'Inde du nord et du Pendjab[4]
- Mughlai paratha : paratha frite et garnie d’œuf et de viande hachée[5]
- Mutton paratha : à la viande de mouton
- Mix paratha[6]
- Palak paratha : aux épinards
- Paneer paratha : fourré au fromage[7]
- Parton wala paratha (cf. lachha paratha)
- Plain paratha : roti nature mais avec du ghee et cuit au ghee ; populaire dans la plupart des régions d'Inde
- Podeena paratha : avec de la menthe
- Putthay taway ka paratha
- Pyaz ka paratha : fourré à l'oignon
- Qeema paratha : garni avec de la viande (keema), généralement du mouton ; essentiellement au Pendjab et Hyderabad en Inde, et en Birmanie
- Roti paratha / prata : Singapour et Malaisie
- Sattu paratha : fourré avec du sattu épicé (fleur populaire dans la région d'Uttar Pradesh et Bihar)[8]
- Shrimp paratha : aux crevettes
- Sugar paratha : avec du sucre caramélisé, souvent en tant que dessert
- Tandoori paratha
- Tomato paratha : à la tomate